# هنري هولاند
هنري هولاند (بالإنجليزية: Henry Holland)‏ (1791 - 2 فبراير 1853) هو لاعب كريكت بريطاني (وحمل سابقاً جنسية المملكة المتحدة لبريطانيا العظمى وأيرلندا ومملكة بريطانيا العظمى).